# Anapatara complanata
Anapatara complanata är en insektsart som först beskrevs av Van Stalle 1986.  Anapatara complanata ingår i släktet Anapatara och familjen Derbidae. Inga underarter finns listade i Catalogue of Life.